# Auguste van Pels
Auguste van Pels-Röttgen (Buer, 29 september 1900 – tussen Raguhn en Teresienstadt, 9 april 1945) was een van de onderduikers in het Achterhuis.
Auguste Röttgen trouwde op 5 december 1925 in Elberfeld met Hermann van Pels. Hun zoon Peter werd geboren in 1926. In 1937 vertrok het gezin Van Pels vanwege de nazidreiging in Duitsland naar Nederland en vestigde zich in Amsterdam, waar zij eerst een woning aan de Biesboschstraat betrok, en in 1940 verhuisde naar de Zuider Amstellaan. Na een aantal vruchteloze pogingen om met het gezin naar Amerika te emigreren, duikt de familie Van Pels op 13 juli 1942 onder tezamen met de familie Frank en tandarts Fritz Pfeffer aan de Prinsengracht 263. In het dagboek van Anne Frank wordt zij aangeduid als Mevrouw/Madame/Petronella van Daan.
Op 4 augustus 1944 worden de onderduikers verraden en opgepakt. Zij worden naar Westerbork getransporteerd en van daaruit met het laatste transport naar Auschwitz in september 1944. Ze werd van haar man en zoon gescheiden en bleef daarna kort bij Anne, Margot en Edith in het vrouwengedeelte van Auschwitz-Birkenau. Daarna ging ze naar Bergen-Belsen, waar ze Anne en Margot opnieuw tegenkwam.
Vandaar ging ze naar Raguhn, een deel van Buchenwald. Op transport naar Teresienstadt overleed ze op 9 april 1945. Ooggetuige Rachel van Amerongen-Frankfoorder verklaarde dat Auguste van Pels door de nazi's tijdens het transport op het treinspoor is gegooid en ter plekke om het leven kwam.

## Voetnoten
1. ↑  Wie was wie in en om het Achterhuis?  publisher = Anne Frank Stichting (2013).